# Noritaka Hidaka
Noritaka Hidaka (日高 憲敬 Hidaka Noritaka?,  nacido el 29 de mayo de 1947 en Tokio) es un exfutbolista japonés que se desempeñaba como delantero.
Hidaka jugó 4 veces para la Selección de fútbol de Japón entre 1972 y 1973.

## Trayectoria

### Clubes
| Club         | País  | Año         |
| ------------ | ----- | ----------- |
| Nippon Steel | Japón | 1971 - 1977 |

### Selección nacional
| Selección | País  | Año         |
| --------- | ----- | ----------- |
| Absoluta  | Japón | 1972 - 1973 |

## Estadística de equipo nacional
| Selección de Japón | Selección de Japón | Selección de Japón |
| Año                | Part.              | Goles              |
| ------------------ | ------------------ | ------------------ |
| 1972               | 1                  | 0                  |
| 1973               | 3                  | 0                  |
| Total              | 4                  | 0                  |